# Manuela Pizzo
Manuela Pizzo (Bernal, 13 de noviembre de 1991), también conocida como Manu Pizzo, es una balonmanista argentina miembro de la selección nacional de Argentina.

## Trayectoria

### Clubes
Manuela Pizzo comenzó a jugar al balonmano en el colegio, a los once años. Tras formarse en el club argentino Don Bosco Handball de Ramos Mejía hasta 2011, se incorporó al equipo de balonmano de Estudiantes de La Plata. En febrero de 2013 firmó contrato con el club brasileño AD Blumenau.
Después de volver a jugar con Estudiantes de La Plata durante la temporada 2015/16, se trasladó a Francia para unirse al Handball Plan de Cuques, equipo de la segunda división. En el verano de 2017 fichó por el club español de primera división Rocasa Gran Canaria ACE, con el que conquistó el campeonato de España y la EHF Challenge Cup en 2019.
Ese mismo año se incorporó al BM Bera Bera, también de la liga española, donde ganó el campeonato nacional en 2020 y 2021. En el verano de 2021 firmó con el club sueco Skara HF, club que abandonó en enero de 2022 para, un mes después, regresar a Rocasa Gran Canaria, con el que se proclamó de nuevo campeona de la Copa Europea de la EHF en 2022 en Málaga, en el partido celebrado en España con más espectadores hasta la fecha.
Tras la temporada 2022/23, Pizzo dejó Rocasa y regresó a Argentina para unirse al club Mariano Acosta de Don Bosco.

#### Trayectoria de clubes
- –2011:  Don Bosco HB de Ramos Mejía
- 2011–2013:  Estudiantes de La Plata
- 2013–2015:  AD Blumenau
- 2015–2016:  Estudiantes de La Plata
- 2016–2017:  Frankreich Handball Plan de Cuques
- 2017–2019:  Rocasa Gran Canaria ACE
- 2019–2021:  BM Bera Bera
- 2021–2022:  Schweden Skara HF
- 2022–2023:  Rocasa Gran Canaria
- 2023–:  Mariano Acosta de Don Bosco

### Selección
Pizzo formó parte de la selección argentina de fútbol en los mundiales de 2011, 2013, 2015 y 2023.
Ganó la medalla de plata en los Juegos Panamericanos de Guadalajara 2011, Toronto 2015 y Santiago de Chile 2023. También ganó la medalla de plata en el Campeonato Panamericano de 2013 y la medalla de bronce en el Campeonato Panamericano de 2015 . Pizzo participó en los Juegos Olímpicos de Río de Janeiro. En el Campeonato Panamericano de 2017, Manuela ganó la medalla de plata y también fue seleccionado para el equipo All-Star.
Ganó otra medalla de plata en los Juegos Panamericanos de Lima 2019.

## Títulos y trofeos

### Con la selección
- 4 x  Medalla de plata en los Juegos Panamericanos (2011, 2015, 2019 y 2023)
- 1 x  Medalla de plata en el Campeonato Panamericano (2017)
- 1 x  Medalla de bronce en el Campeonato Panamericano (2015)
- 3 x  Medalla de plata de Campeonato Sudamericano y Centroamericano de Balonmano Femenino (2018, 2021 y 2022)
- 1 x  Medalla de plata de Juegos Sudamericanos (2018)

### De clubes
- 2 x EHF Challenge Cup (2019, 2022).
- 3 x Liga de España (2019, 2020 y 2021)